# Список послов России в Боснии и Герцеговине
В статье представлен список послов России в Боснии и Герцеговине.
- 26 декабря 1996 года — установление дипломатических отношений на уровне посольств.

## Список послов
| Срок полномочий                  | Посол                               | Годы жизни | Вручение верительных грамот | Комментарии |
| -------------------------------- | ----------------------------------- | ---------- | --------------------------- | ----------- |
| Декабрь 1996 — январь 1998       | Яков Фёдорович Герасимов            | 1946—      |                             |             |
| 26 января 1998 — 25 декабря 2000 | Филипп Филиппович Сидорский         | 1937—2023  |                             |             |
| 25 декабря 2000 — 30 марта 2005  | Александр Сергеевич Грищенко        | 1942—      |                             |             |
| 30 марта 2005 — 1 сентября 2009  | Константин Викторович Шувалов       | 1953—      |                             |             |
| 1 сентября 2009 — 6 августа 2014 | Александр Аркадьевич Боцан-Харченко | 1957—      | 7 октября 2009              |             |
| 6 августа 2014 — 6 ноября 2020   | Пётр Анатольевич Иванцов            | 1953—      | 14 октября 2014             |             |
| 6 ноября 2020 — н. в.            | Игорь Андреевич Калабухов           | 1961—      | 25 декабря 2020             |             |